# Jacques Roche
Jacques Roche fue un periodista y poeta de Haití secuestrado el 11 de julio de 2005, y fue encontrado muerto el 14 de julio de 2005.

## El crimen
Imágenes de televisión lo mostraron atado a una silla y mutilado. La policía reportó que fue torturado, su lengua cortada y baleado hasta morir.
El 16 y 22 de julio de 2005, miembros de la misión de la ONU en Haití (MINUSTAH) y la policía local arrestaron a tres sospechosos. Según Reporteros sin Fronteras, pertenecían a una banda llamada Rat Army que operaba en el barrio de Port-au-Prince distrito de Bel-Air.
El líder de la oposición política Gérard Jean - Juste también fue procesado por el caso, pero por presiones políticas los cargos fueron retirados.